# Igreja Paroquial de Odeleite
A Igreja Paroquial de Odeleite, igualmente conhecida como Igreja Matriz de Odeleite ou Igreja de Nossa Senhora da Visitação, é um monumento religioso na aldeia de Odeleite, no Município de Castro Marim, em Portugal.

## Descrição
Esta igreja é dedicada a Nossa Senhora da Visitação, e tem acesso pela Rua da Igreja, em Odeleite. É um exemplo do chamado estilo Gótico mendicante, relativo a uma vertente do gótico utilizada pelas ordens mendicantes, como as Franciscanas e Dominicanas. O interior está organizado em três naves, divididas por três arcos formeiros, sobre colunas cilíndricas de capitel simples. A nave central tem abóboda, enquanto que as laterais possuem coberturas de uma só água. Nas naves laterais destacam-se os dois retábulos colaterais setecentistas, cobertos por cúpulas, e os dois retábulos laterais, em madeira polícroma e talha dourada, sobre um frontão de altar em sarcófago. O arco triunfal é de volta perfeita, sendo formado por alvenaria de pedra, com pedra de fecho. A capela-mor, de planta rectangular, é coberta por uma abóbada de luneta, e inclui uma mesa de altar em talha e três cadeirões decorados com talha dourada sobre um degrau. O retábulo-mor, de três panos, está situado sobre um frontão de altar em sarcófago, e é rematado por um sacrário e camarim central elevado em abóbada com cornija, e ladeado por colunas agrupadas, de forma canelada, e rematadas por um friso e cornija. O conjunto é encimado por um arco pleno, tendo no centro um florão com uma pomba branca, que é ladeado por duas esculturas em alto relevo. A parede do lado direito é rasgada por uma porta de acesso à sacristia, sendo este compartimento composto por um arcaz, um fontanário e um cadeiral de madeira. No interior da igreja também se destacam as várias pinturas e um conjunto de peças antigas de ouriversaria.
A fachada principal da igreja, virada a Oeste, é rasgada por um portal de verga recta em alvenaria de pedra, e ladeado por pilastras, sendo o conjunto rematado por uma pequena cornija ladeada por dois pináculos incisos, de forma rectangular. No topo do portal situa-se uma janela rectangular com uma moldura pintada a branco, e encimada por uma cornija. A cobertura forma uma empena rematada por uma cruz de cristo. De lado está situado um campanário elevado rasgado por dois vãos com cornija, encimado por dois pináculos laterais e um vão elevado central, com sino. A fachada lateral, virada a Sul, tem um volume saliente com quatro janelas e uma porta central, e uma cobertura de uma só água com cornija. A fachada Norte é cega, com um corpo protuberante onde está instalado o baptistério, coberto por um telhado de três águas.
A igreja faz parte de um dos percursos do Caminho Português de Santiago.

## História
Foi construída após a Visitação de 1518, motivo pelo qual é considerada como uma igreja no estilo Gótico mendicante. Foi depois alvo de duas visitações, em 1534 e 1565, pelas quais se pode descobrir a composição original do edifício. A documentação de 1534 refere que tinha uma cobertura forrada a madeira de castanho com canas, e que o campanário estava disposto sobre o portal principal, sendo nessa altura de um só vão. A Visitação de 1565 descreve a igreja como estando afastada da aldeia, que o arco triunfal era rematado por um crucifixo de vulto, e que o tecto era «madeirado de tesoura e forrado de cana». A pia baptismal estava situada no exterior do edifício, junto à entrada e do lado esquerdo, e estava rodeada por grades, estando nessa altura em obras para reposicionarem no interior da igreja.
Tanto os retábulos laterais como os colaterais foram executados na segunda metade do século XVIII.